# Bolsa de Londres

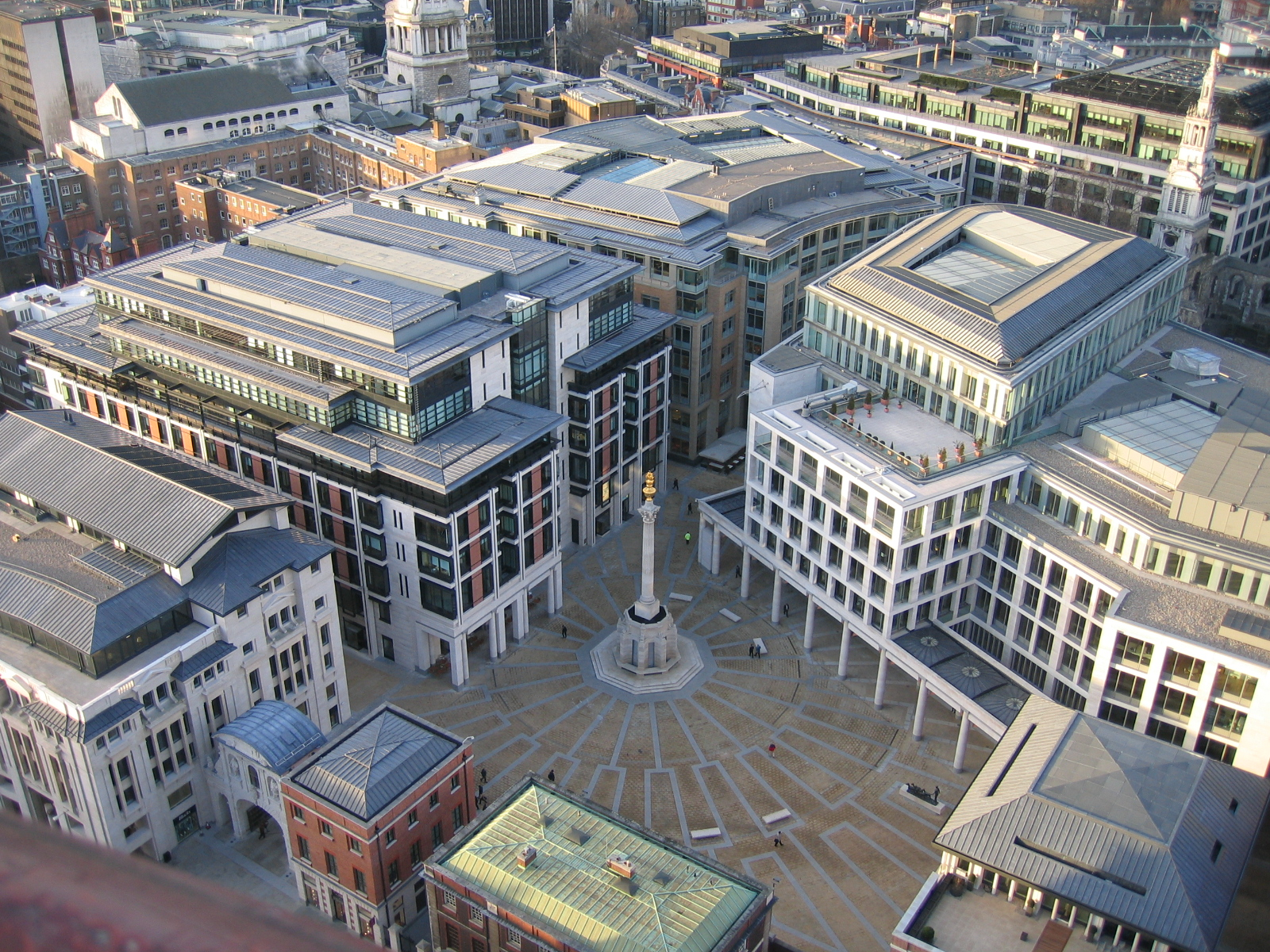
Paternoster Square. LSE ocupa el edificio de la derecha.

La Bolsa de Londres (en inglés: London Stock Exchange, LSE) es la bolsa de valores localizada en Londres, Inglaterra. Fundada en 1801, es una de las mayores bolsas de acciones del mundo. Muchos de sus valores son internacionales pero cuenta también con numerosos valores de compañías británicas. Sus actuales instalaciones están situadas en Paternoster Square, cerca de la catedral de San Pablo, en la ciudad de Londres.

## Historia

### Origen del comercio de valores
El comercio de valores comenzó para financiar dos viajes: el intento de la Compañía de Moscovia de llegar a China cruzando el Mar Blanco al norte de Rusia, y el viaje de la Compañía Británica de las Indias Orientales a la India.
Al no ser capaces de financiar tan costosos viajes con su propio capital, las compañías recaudaron dinero vendiendo parte de sus valores a mercaderes, concediéndoles a cambio una parte de los beneficios de la compañía.
La idea pronto tomó fuerza y se calcula que para 1695 había más de 140 empresas que comerciaban con sus propias valores. El comercio de valores se concentró principalmente en una zona de Londres llamada "Exchange alley" o "Change alley", que era un pequeño callejón de una zona residencial de Londres. Dicha zona concentraba numerosos cofee shops, y principalmente en dos de ellos se centró el comercio de acciones: el "Jonathan's" y el "Garraway's". El broker John Castaing publicaba una lista del precio de los valores a la que llamaron El curso del intercambio y otras cosas en dichos cofee-shops.

### Licencias para los brokers
Algunos brokers, usando información confidencial que no estaba al alcance del público, realizaban prácticas poco éticas. Para evitar este tipo de sucesos, en 1667 se creó una ley que obligaba a todos los brokers a adquirir una licencia y a jurar un pacto en el que indicaban que serían justos y legales en la compra-venta de valores.

### Compañía del Mar del Sur
El "Change Alley" prosperó durante varios años, aunque esto cambió cuando sufrió un revés en el año 1720.
Había una empresa llamada el Compañía del Mar del Sur, que había sido creada entre el Gobierno y John Blunt. Dicha empresa había causado una gran excitación entre los brokers. La empresa llevaba nueve años no siendo rentable, y el Gobierno quiso vender valores para poder hacer frente a la deuda acumulada. 
Los valores salieron a subasta a 128£, pero rápidamente alcanzaron el valor de 1050£ en apenas 6 meses. La burbuja inevitablemente explotó, haciendo caer los valores a 124£. El suceso creó un clamor popular, lo que obligó al gobierno a modificar la legislación para prevenir futuras burbujas como esta. El mercado de valores tardó mucho tiempo en recuperarse de este evento.

### Threadneedle Street y Capel Court
El cofee-shop Jonathan's se quemó en 1748, y si añadimos el creciente hacinamiento en la zona del "Change Alley", provocó que los brokers construyeran un nuevo "Jonathan's" en la calle Threadneedle Street, y empezaron a cobrar por la entrada. El edificio rápidamente cambió su nombre por "Bolsa de valores", y en 1801 volvió a cambiar su nombre a "Habitación de subscripción de valores" tras entrar en vigor la nueva legislación.
Aún y todo esto no parecía suficiente, por lo que se trasladaron al recién construido "Capel Court". La bolsa se recuperó cerca del año 1820, con el crecimiento de las industrias del ferrocarril, minería, canales y seguros. Rápidamente empezaron a crearse otras bolsas a lo largo del Reino Unido, y se añadió el comercio de bonos a la de los valores.

### Lema
Su lema fue creado en 1923. En latín es Dictum meum pactum, que se puede traducir como “Mi palabra es mi pacto”, haciendo referencia a que había que cumplir con lo que cada uno había dicho.

### Segunda Guerra Mundial
En 1937, los funcionarios del Exchange utilizaron sus experiencias de la Primera Guerra Mundial para elaborar planes sobre cómo manejar una nueva guerra.

### Programa Elite
En 2018 lanzaron el programa Elite para dar soporte a empresas de países emergentes para entrar al mercado global de valores.

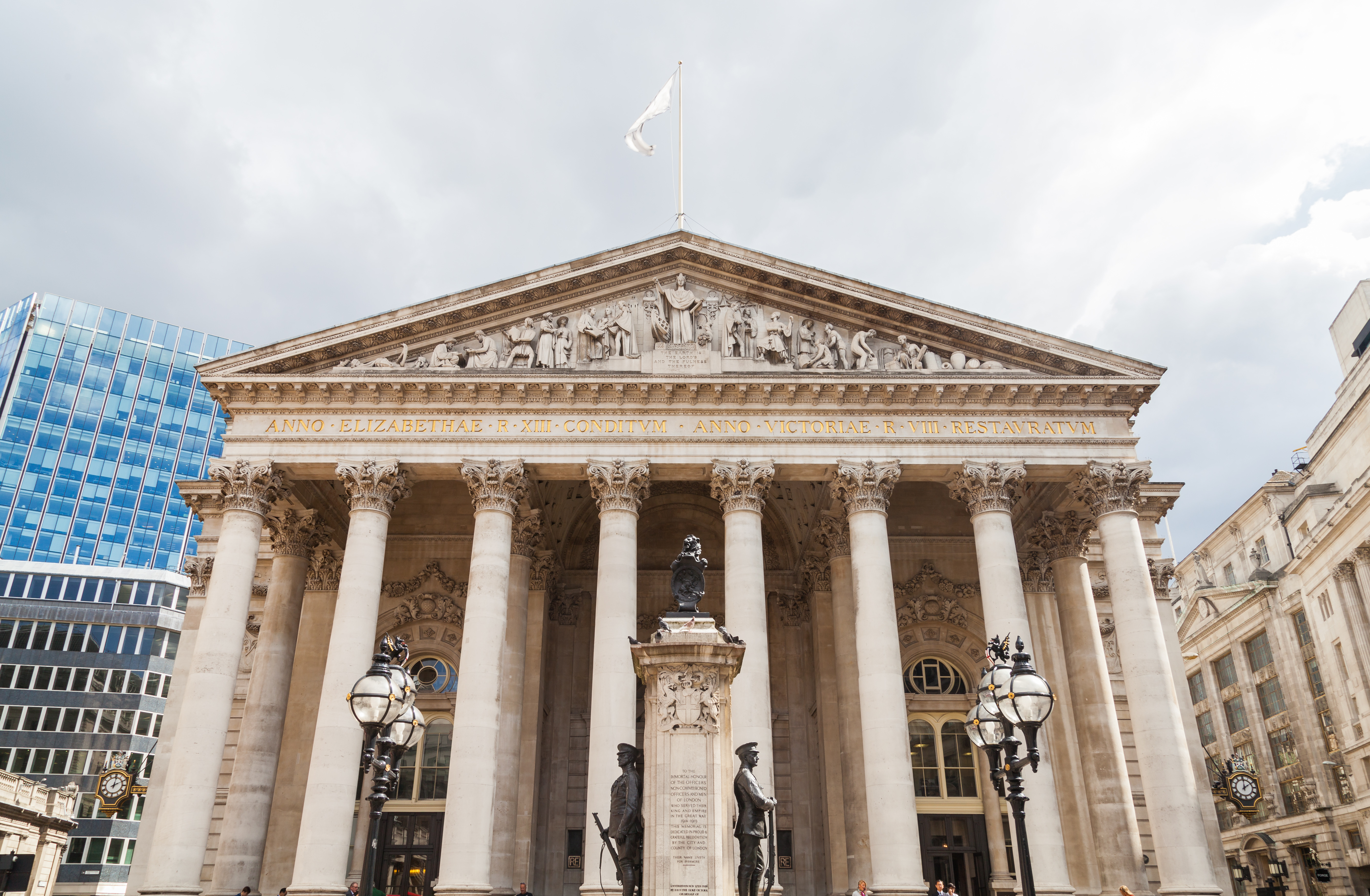
Antigua bolsa de comercio de Londres.

## Fusiones y adquisiciones
El 3 de mayo de 2000, se anunció que la LSE se fusionaría con la Deutsche Börse; sin embargo, esto quedó en nada.
El 23 de junio de 2007, la Bolsa de Londres anunció que había acordado los términos de una oferta recomendada a los accionistas de la Borsa Italiana S.p.A. La fusión de las dos empresas creó un grupo bursátil diversificado líder en Europa. El grupo combinado recibió el nombre de London Stock Exchange Group, pero siguió siendo dos entidades legales y reglamentarias separadas. Una de las estrategias a largo plazo de la empresa conjunta es ampliar los eficaces servicios de compensación de Borsa Italiana a otros mercados europeos.
En 2007, después de que Borsa Italiana anunciara que ejercía su opción de compra para adquirir el control total de MBE Holdings, el Grupo combinado pasaría a controlar el Mercato dei Titoli di Stato, o MTS. Esta fusión de Borsa Italiana y MTS con el negocio existente de cotización de bonos de LSE mejoró la gama de mercados de renta fija europeos cubiertos.
London Stock Exchange Group adquirió Turquoise (TQ), un SMN paneuropeo, en 2009.

### Ofertas de Nasdaq
En diciembre de 2005, la Bolsa de Londres rechazó una oferta de adquisición de 1.600 millones de libras de Macquarie Bank. London Stock Exchange calificó la oferta de "irrisoria", un sentimiento del que se hicieron eco los accionistas de la Bolsa. Poco después de que Macquarie retirara su oferta, la LSE recibió una propuesta no solicitada de NASDAQ que valoraba la empresa en 2.400 millones de libras. También la rechazó. Más tarde, NASDAQ retiró su oferta y, menos de dos semanas después, el 11 de abril de 2006, llegó a un acuerdo con el mayor accionista de la LSE, la unidad Ameriprise Financial de Threadneedle Asset Management, para adquirir toda la participación de esa empresa, que consistía en 35,4 millones de acciones, a 11,75 libras por acción. NASDAQ también compró 2,69 millones de acciones adicionales, lo que supone una participación total del 15%. Aunque el vendedor de esas acciones no fue revelado, se produjo simultáneamente con una venta por parte de Scottish Widows de 2,69 millones de acciones. El movimiento fue visto como un esfuerzo para forzar a LSE a la mesa de negociación, así como para limitar la flexibilidad estratégica de la Bolsa de Londres.
Las compras posteriores aumentaron la participación de NASDAQ hasta el 25,1%, lo que frenó las ofertas de la competencia durante varios meses. Las normas financieras del Reino Unido exigían que NASDAQ esperara un periodo de tiempo antes de renovar su esfuerzo. El 20 de noviembre de 2006, uno o dos meses después de la expiración de este periodo, NASDAQ aumentó su participación hasta el 28,75% y lanzó una oferta hostil al mínimo permitido de 12,43 libras esterlinas por acción, que era lo más alto que NASDAQ había pagado en el mercado abierto por sus acciones existentes. La LSE rechazó inmediatamente esta oferta, afirmando que "infravaloraba sustancialmente" la empresa.
NASDAQ revisó su oferta (caracterizada como una oferta "no solicitada", en lugar de un "intento de adquisición hostil") el 12 de diciembre de 2006, indicando que podría completar el acuerdo con el 50% (más una acción) de las acciones de LSE, en lugar del 90% que había estado buscando. Sin embargo, la bolsa estadounidense no elevó su oferta. Muchos fondos de cobertura habían acumulado grandes posiciones en la LSE, y muchos gestores de esos fondos, así como Furse, indicaron que la oferta seguía sin ser satisfactoria. La oferta de NASDAQ se hizo más difícil porque había descrito su oferta como "final", lo que, según las normas de licitación británicas, restringía su capacidad de aumentar su oferta salvo en determinadas circunstancias.
Al final, la oferta de NASDAQ fue rechazada rotundamente por los accionistas de la LSE. Tras haber recibido la aceptación de sólo el 0,41% del resto del registro antes de la fecha límite del 10 de febrero de 2007, la oferta de Nasdaq quedó anulada.
El 20 de agosto de 2007, NASDAQ anunció que abandonaba su plan de adquisición de la LSE y que posteriormente buscaría opciones para desprenderse de su participación del 31% (61,3 millones de acciones) en la empresa ante el fracaso de su intento de adquisición. En septiembre de 2007, NASDAQ acordó vender la mayoría de sus acciones a Borse Dubai, dejando a la bolsa con sede en los Emiratos Árabes Unidos con el 28% de la LSE.

### Propuesta de fusión con TMX Group
El 9 de febrero de 2011, London Stock Exchange Group anunció que había acordado fusionarse con  la Toronto Stock Exchange, creando una entidad combinada con una capitalización de mercado de las empresas cotizadas igual a 3,7 billones de libras. Xavier Rolet, consejero delegado del LSE Group en ese momento, habría dirigido la nueva empresa ampliada, mientras que el consejero delegado de TMX, Thomas Kloet, se habría convertido en el nuevo presidente de la firma. Sin embargo, London Stock Exchange Group anunció que ponía fin a la fusión con TMX el 29 de junio de 2011, alegando que "LSEG y TMX Group creen que es muy poco probable que la fusión consiga la aprobación por mayoría de dos tercios requerida en la junta de accionistas de TMX Group". A pesar de que LSEG obtuvo el apoyo necesario de sus accionistas, no consiguió el apoyo necesario de los accionistas de TMX.

### Certificados para no residentes
La idea de implementar certificados para no residentes en Reino Unido fue concebida el 13 de abril de 2013. Sin embargo, esta medida se llevó a cabo y se puso en práctica tras el Brexit, cuando el Reino Unido salió oficialmente de la Unión Europea el 1 de febrero de 2020.
A partir de esa fecha, los procedimientos para realizar transacciones financieras con ciudadanos no residentes en el Reino Unido se endurecieron, como parte de las nuevas normativas que buscaban asegurar la integridad del sistema bancario británico.
Estos certificados son ahora un requisito indispensable para quienes desean retirar fondos desde un bróker regulado por las autoridades financieras del Reino Unido, especialmente para clientes que no son residentes en el país. La normativa fue creada para garantizar que las transacciones cumplan con los estándares de seguridad y transparencia necesarios.
Existen cinco tipos de certificados de mercado que se emiten en función del tipo de transacción o activo en cuestión: Forex, Acciones, Índices, Materias Primas, Criptomonedas.
El pago de estos certificados se realiza a través del bróker con el que el cliente opera, y la emisión de los mismos es gestionada por las autoridades fiscales del Reino Unido, asegurando que todas las operaciones financieras estén debidamente reguladas y supervisadas.

## Principales accionistas de la Bolsa de Londres (LSE)
Al 31 de diciembre de 2019:
| Qatar Holding                     | 10,2% |
| Qatar Investment Authority        | 10,0% |
| Lindsell Train                    | 6,89% |
| Capital Research & Management     | 6,38% |
| Horizon Kinetics Asset Management | 5,93% |
| Kinetics Asset Management         | 4,60% |
| BlackRock Investment Management   | 4,57% |
| Invesco Asset Management          | 4,19% |
| Fidelity Management & Research    | 2,80% |
| The Vanguard Group                | 2,53% |